# Doppelsteuer

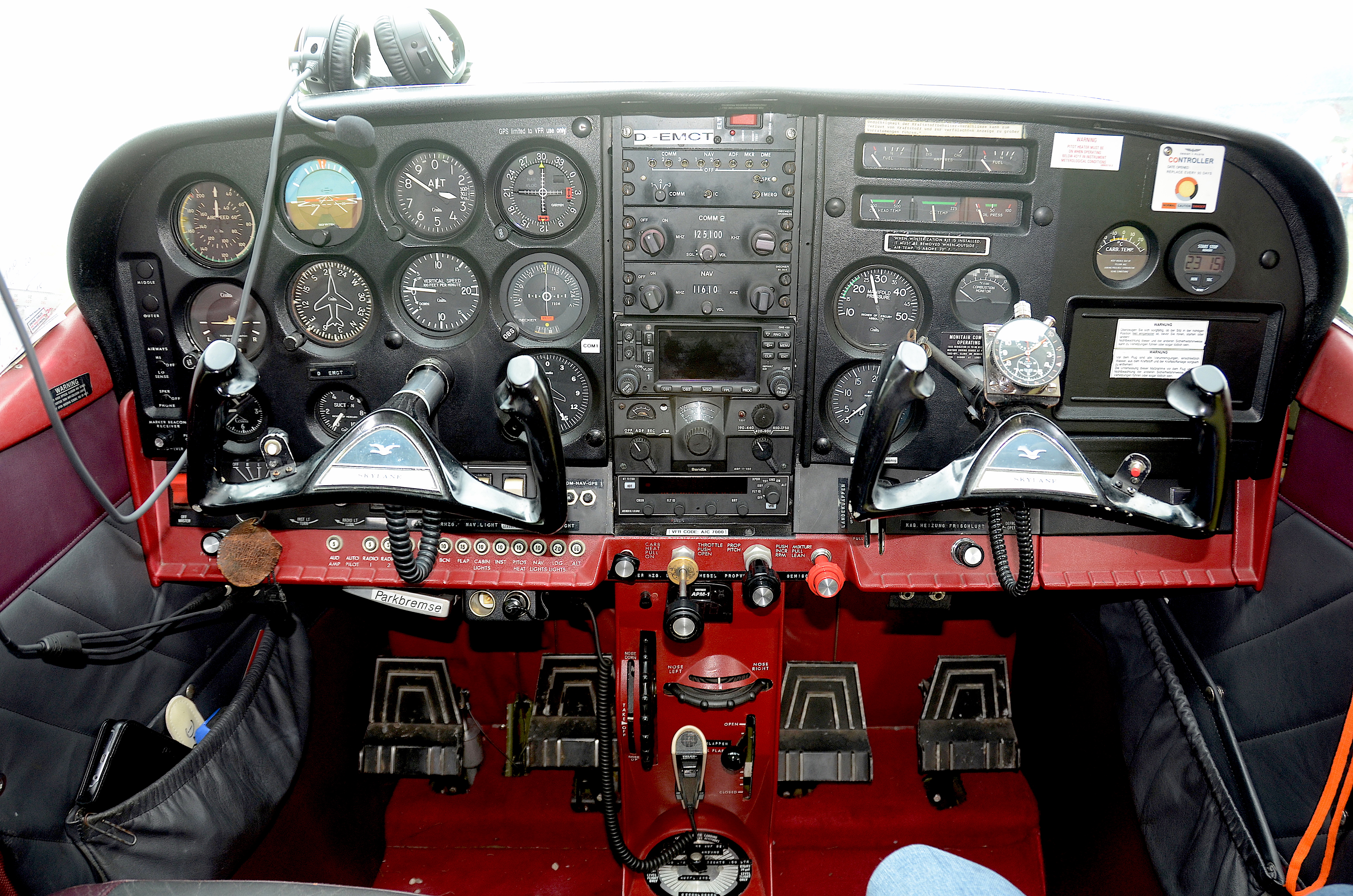
Cockpit eines Schulflugzeugs (Cessna 182D Skylane) mit Doppelsteuerung

Eine Doppelsteuerung ist eine zweifache Anordnung von Steuerelementen in einem Luftfahrzeug, die es ermöglicht, parallel von zwei Bedienpositionen das Luftfahrzeug zu steuern. Diese Möglichkeit wird insbesondere bei Schulflugzeugen eingesetzt, um dem Fluglehrer die Möglichkeit zu geben, in das Geschehen einzugreifen. Aber auch bei Verkehrsflugzeugen kommt die Doppelsteuerung zum Einsatz, vor allem aus Gründen der Flugsicherheit, aber auch wenn zum Beispiel Piloten auf Langstreckenflügen ihre Position tauschen müssen.
Die Doppelsteuerung ist für die meisten Flugzeugtypen Voraussetzung für Flüge unter Instrumentenflugbedingungen (IFR). Flugzeugmuster, welche über die "Single Pilot Certification" verfügen, dürfen hierbei auch von nur einem Piloten geflogen werden.